# Архимандрит Анатолије (Јанковић)
Анатолије (рођен Александар Јанковић, Крижевци, 15. август 1857 — Нови Сад, 30. новембар 1928) био је српски православни монах и архимандрит.

## Биографија
Рођен је у српској породици у  Крижевцима, у данашњој Хрватској, 15. августа 1857. године, као Александар Јанковић. Основну школу је завршио у родном месту, а гимназију у Загребу. Похађао је богословији у Карловцима 1881—1885. године, након чега је примљен у двор епископа пакрачког као конзисторијски бележник. Замонашио се у манастиру Лепавина 1885. године. За јеромонаха је рукоположен у Пожеги 1886. године, у чин протосинђела 1891. године, а 1893. године је унапређен у чин архимандрита.
Године 1895. је постао игуман манастира Ковиљ, а од 1896. до 1899. године је био игуман манастира Бођани у бачкој епархији.
После смрти епископа бачког Германа (Опачића), био је мандатар те епархије до избора владике Митрофана (Шевића). Касније је био настојатељ манастира Крушедол, а после напрасне смрти владике владике Михаила (Грујића) 1914. године, постаје администратор епархије горњокарловачке. Са избијањем Првог светског рата био је интерниран, а пуштен је на слободу заузимањем епископа пакрачког Мирона (Николића).
Умро је у Новом Саду, 30. новембра 1928. године и сахрањен је у манастиру Крушедол.